# Lawrence Payne
Pour les articles homonymes, voir Payne.
Lawrence Edward Payne (2 octobre 1923 - 11 août 2011) est un mathématicien américain.

## Biographie
Lawrence E. Payne, connu sous le nom de Larry Payne, est né le 2 octobre 1923  à McLeansboro, comté de Hamilton, Illinois  ou Enfield, comté de White, Illinois . Il est le fils de Robert Ulysses Payne (1898-1990) et d'Harriet Gertrude Payne. Lasher (1898-1948) est né  et a quatre frères et sœurs. Il rejoint l'US Navy en 1943, ce qui lui permet d'étudier le génie mécanique à l'université d'État de l'Iowa. En 1946, il y obtient un bachelor ès sciences. Il travaille ensuite comme ingénieur pendant un an, mais retourne à l'Université d'État de l'Iowa pour étudier les mathématiques appliquées. Il termine ses études en 1948 avec une maîtrise ès sciences et en 1950 avec un doctorat sous la direction de Dio Lewis Holl. Après un an en tant que professeur adjoint à l'université de l'Arizona, il rejoint le nouvel Institut de dynamique des fluides et de mathématiques appliquées à l'université du Maryland en 1951. De 1965 à 1994, il est professeur de mathématiques à l'université Cornell. Il y est également directeur du Centre de mathématiques appliquées et président associé du département de mathématiques de 1977 à 1979. Des séjours en tant que scientifique invité ou professeur invité l conduisent à l'École polytechnique fédérale de Zurich, à l'Université Humboldt de Berlin, à l'Université de Gênes, à l'Université de Florence, à l'Université de Newcastle upon Tyne, à l'Université de Glasgow, à l'University College de Dublin, à l'Université de Virginie, l'Université du Tennessee, l'Université du Delaware, l'Université du Wisconsin et l'Université Heriot-Watt.

## Travaux
Payne travaille dans le domaine des équations aux dérivées partielles, en particulier celles qui surviennent dans la description des solides et des liquides. Entre autres choses, il apporte des contributions à la théorie de l'élasticité, au principe du maximum et à ses applications dans la théorie de l'élasticité, aux inégalités isopérimétriques, aux estimations a priori, au théorème de la valeur moyenne du calcul différentiel, à l'inégalité de Korn, au principe de Saint-Venant et aux problèmes bien posés.

## Prix et distinctions
En 1972, Payne reçoit le prix Leroy P. Steele de l'American Mathematical Society, dont il est membre depuis 1948, pour son travail sur les Isoperimetric inequalities and their applications,. Il est membre de l'American Academy of Mechanics  et, depuis 1991, de la Royal Society of Edinburgh. En avril 1990, il reçoit un doctorat en sciences (honoris causa) de l'Université nationale d'Irlande  et en 1992 la Citation du mérite du Collège des arts libéraux et des sciences de l'Université d'État de l'Iowa. 

## Vie privée
Payne a des racines irlandaises et s'est également impliqué dans la généalogie. Il épouse Ruth Winterstein (1927-1999) et ils ont cinq enfants. Il est mort  le 11 août 2011 à Ithaca, New York, d'un cancer lymphatique et est enterré au cimetière de Pleasant Grove, Cayuga Heights, New York. 

## Publications
Payne a publié près de 300 articles scientifiques et deux livres.
- Static Wheel Loads on Airplane Landing Slabs. Thèse (MS), Iowa State College, 1948
- Torsion and flexure of composite sections. Thèse (Ph.D.), Iowa State College, 1950
- avec Robin John Knops : Uniqueness theorems in linear elasticity (= Springer tracts in natural philosophy, Volume 19). Springer, Berlin [entre autres] 1971,  (ISBN 3-540-05253-4),  (ISBN 0-387-05253-4)
- Improperly Posed Problems in Partial Differential Equations (= CBMS-NSF regional conference series in applied mathematics, volume 22). Société de mathématiques industrielles et appliquées (SIAM), Philadelphie 1975.